# Liste de symboles religieux

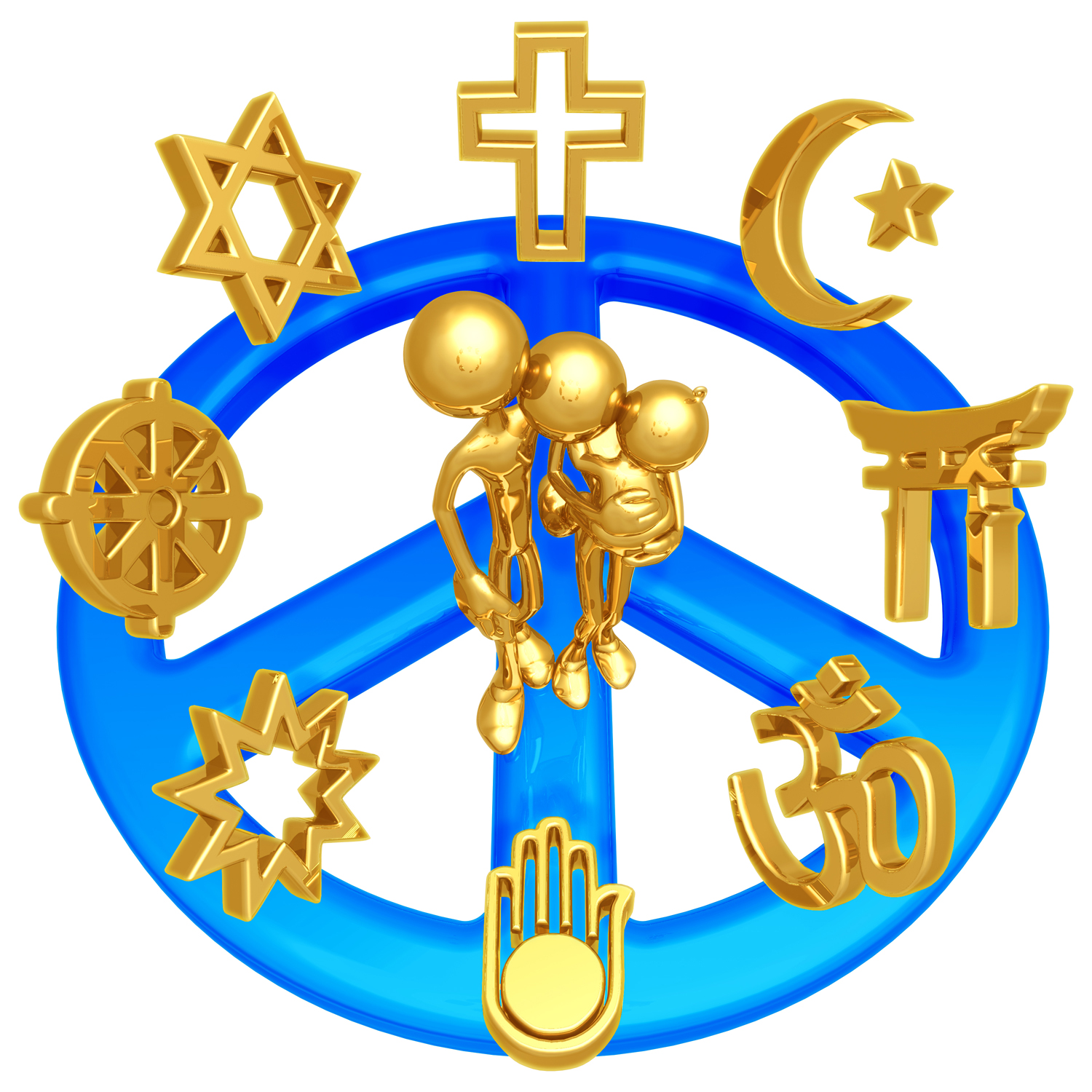
« L'indubitable et éternelle vérité inhérente à l'homme est unique et la même dans toutes les grandes religions du monde », L. Tolstoï.

Voici une liste de symboles graphiques religieux ou métaphysiques. 
| Religion ou philosophie                                                | Symbole                 | Nom                                             |
| ---------------------------------------------------------------------- | ----------------------- | ----------------------------------------------- |
| Bahaïsme                                                               | Étoile à neuf branches  | Étoile à neuf branches                          |
| Religions dharmiques : Hindouisme Bouddhisme Jaïnisme Ayyavazhi        | La roue du Dharma       | La roue du Dharma                               |
| Religions dharmiques : Hindouisme Bouddhisme Jaïnisme Ayyavazhi        | Fleur du lotus          |                                                 |
| Religions dharmiques : Hindouisme Bouddhisme Jaïnisme Ayyavazhi        | Lotus porteur de flamme | Lotus porteur de flamme                         |
| Religions dharmiques : Hindouisme Bouddhisme Jaïnisme Ayyavazhi        | Om̐                      | Omkar (Om)                                      |
| Religions dharmiques : Hindouisme Bouddhisme Jaïnisme Ayyavazhi        | Svastika                |                                                 |
| Chamanisme amérindien                                                  |                         | Roue de médecine                                |
| Christianisme                                                          |                         | Ichtus (poisson)                                |
| Christianisme                                                          | Croix                   |                                                 |
| Christianisme                                                          | Croix des patriarches   |                                                 |
| Christianisme                                                          | Chrisme                 |                                                 |
| Religions ethniques, reconstruction polythéiste : Paganisme Fétichisme |                         | Triquetra                                       |
| Religions ethniques, reconstruction polythéiste : Paganisme Fétichisme | Mjølnir                 |                                                 |
| Religions ethniques, reconstruction polythéiste : Paganisme Fétichisme | Pentagramme             | Pentagramme                                     |
| Religions ethniques, reconstruction polythéiste : Paganisme Fétichisme | Croix solaire           |                                                 |
| Gnosticisme                                                            |                         | Croix solaire                                   |
| Gnosticisme                                                            | Ouroboros               |                                                 |
| Islam                                                                  |                         | Étoile et croissant                             |
| Islam                                                                  | Nom d'Allah             |                                                 |
| Islam                                                                  | Rub El Hizb             |                                                 |
| Judaïsme                                                               | Étoile de David         | Étoile de David                                 |
| Judaïsme                                                               | Menorah                 |                                                 |
| Néo-paganisme                                                          |                         | Mains de Dieu                                   |
| Mouvement rastafari                                                    |                         | Lion de Juda sur l'ancien drapeau de l'Éthiopie |
| Pataphysique                                                           |                         | Gidouille                                       |
| Satanisme                                                              |                         | Croix du Diable                                 |
| Shintō                                                                 | Torii                   | Torii                                           |
| Sikhisme                                                               |                         | Khanda                                          |
| Sikhisme                                                               | Ek onkar                |                                                 |
| Taoïsme                                                                | Taiji                   | Taiji (symbolisant l'interaction Yīn et Yáng)   |
| Zoroastrisme                                                           | Zoroastrisme            | Faravahar                                       |
| Déïsme                                                                 |                         |                                                 |